# Aldeanueva de Barbarroya
Aldeanueva de Barbarroya è un comune spagnolo di 612 abitanti situato nella comunità autonoma di Castiglia-La Mancia.